# Gabriel Jackson
Gabriel Jackson (Mount Vernon, 10 de marzo de 1921-Ashland, 3 de noviembre de 2019) fue un historiador e hispanista estadounidense. Debe su fama, principalmente, a su obra La República española y la guerra civil, editada originariamente en inglés en 1965. 

## Biografía
Nacido dentro una familia judía el 10 de marzo de 1921 en Mount Vernon (Nueva York), se graduó en Historia y Literatura en 1942 en el Harvard College. Becado en México en 1942, entró en contacto entonces con la cultura española a través de conversaciones con exiliados republicanos.
Sirvió como cartógrafo en el Ejército de los Estados Unidos en el Frente del Pacífico durante la Segunda Guerra Mundial.
Tras el fin del conflicto trabajó tres años como docente en The Putney School, en Vermont.
Tras cursar un máster en la Universidad de Stanford, escribiendo una tesina sobre la política educativa que se impulsó durante el primer bienio de la Segunda República Española, Jackson, considerado discípulo de Jaime Vicens Vives y Pierre Vilar, se doctoró en la Universidad de Toulouse en 1952 con la lectura de Joaquín Costa et les grands problèmes de l’Espagne moderne, una tesis sobre la figura de Joaquín Costa escrita bajo la guía de Jacques Godechot.
Jackson, que durante la década de 1950 sufrió la persecución por parte del macartismo, fue profesor para Wellesley College (1955-1960), Knox College (1962-1965) y la Universidad de California en San Diego (1965-1983).
Jubilado, en 1983 se fue a vivir a Barcelona.
Jackson se adhirió al manifiesto «Documento sobre el uso de las lenguas oficiales de Cataluña» promovido por el Foro Babel y hecho público el 30 de abril de 1997, disidente de las políticas lingüísticas impulsadas por el gobierno de Cataluña.
Estadounidense de nacimiento, adquirió la nacionalidad española en 2005 por carta de naturaleza.
Fue considerado una autoridad sobre el periodo de la Segunda República Española y la guerra civil española. También reflexionó sobre los problemas económicos de entreguerras, el auge del fascismo y el conflicto entre democracia y totalitarismo. Jackson, autor de una biografía sobre Juan Negrín, defendió con tesón la figura del político, del que llegó a afirmar: «Negrín fue uno de esos pocos políticos preparados, con carácter, valiosísimo para su época».
De vuelta a los Estados Unidos en 2010 para vivir con su hija tras residir 26 años en Barcelona, falleció el 3 de noviembre de 2019 en Ashland (Oregón) a los noventa y ocho años de edad.

## Obras
- — (1965). The Spanish Republic and the Civil War, 1931–1939. Princeton: Princeton University Press.[18][n. 1]
- — (1969). Historian's Quest. New York: Alfred A. Knopf.[20][n. 2]
- — (1972). The Making of Medieval Spain. Londres: Thames and Hudson.[22]
- — (1976). Costa, Azaña, el Frente Popular y otros ensayos. Madrid: Turner.
- — (1993). Historia de un historiador. Madrid: Anaya/ Mario Muchnik.
- — (1999). Civilization and Barbarity in 20th-Century Europe. Nueva York: Humanity Books.[23]
- — (2010). Juan Negrín. Physiologist, Socialist and Spanish Republican War Leader. Brighton: Sussex Academic Press/Cañada Blanch Centre for Contemporary Spanish Studies.[24][25]
- Introducción a la España medieval
- Aproximación a la España contemporánea (1898-1975)
- Civilización y barbarie en la Europa del siglo XX
- Juan Negrín. Médico, socialista y jefe del Gobierno de la II República española
- A pesar de los pesares.
- El difunto kapellmeister Mozart.

## Premios
- Premio Elio Antonio de Nebrija (2003)[26]